# Jennifer Contreras Álvarez
Jennifer Lizetti Contreras Álvarez es una abogada y política peruana. Ocupó el cargo de ministra de Desarrollo Agrario y Riego en el gobierno de Dina Boluarte, desde el 6 de septiembre de 2023 hasta el 1 de abril de 2024.

## Trayectoria
Fue directora general de la Oficina General de Planeamiento y Presupuesto del Ministerio de Desarrollo Agrario y Riego. Además, fue miembro del Consejo Directivo del Instituto Nacional de Calidad (Inacal).

### Ministra de Estado
El 6 de septiembre de 2023 asumió como ministra de Desarrollo Agrario y Riego en el gobierno de Dina Boluarte hasta el 1 de abril del 2024 cuando fue reemplazada por Ángel Manero Campos.